# Остров Жадимировского
О́стров Жадимировского (в просторечии Жадимировка) — бывший небольшой остров в Санкт-Петербурге. Название произошло от имени владельца — купца Жадимировского.

## История
В начале XX века была засыпана одна из проток Малой Невы, и остров Жадимировского был присоединён к острову Голодай (ныне остров Декабристов).
В 1926 году на территории бывшего острова Жадимировского построили стадион «КИМ».
Сегодня по территории бывшего острова проходят проспект КИМа и переулок Каховского.